# Frankrigsgade
Frankrigsgade er en gade på Amagerbro i København, der går fra Amagerbrogade i sydvest til Moselgade i nordøst. Frankrigsgade Kollegiet og Frankrigsgade Svømmehal ligger ved gaden.

## Historie
Gaden ligger hvor den nordlige af de to bygader i den gamle Sundbyøster landsby i sin tid lå. I en årrække hed gaden Østergade men det blev ændret til Frankrigsgade i 1901 i forbindelse med, at Sundbyerne blev en del af Københavns Kommune i 1902, hvor der allerede var en Østergade. Det nye navn skal ses i sammenhæng med en række andre gader i området med navne fra Sydeuropa.
Oprindeligt gik gaden som nu nogenlunde lige fra Amagerbrogade til Lybækgade, men derfra drejede den mod sydøst til Øresundsvej. Forlængelsen af den lige del hed Lauenborggade. Lauenborggade blev indlemmet i Frankrigsgade i 1942, mens stykket fra Lybækgade til Øresundsvej blev omdøbt til Wittenberggade og omlagt til Østrigsgade i stedet for Øresundsvej.
Der lå flere industrier langs gaden. Christian Ludvig Scheel ejede en papfabrik på det sydlige hjørne af Amagerbrogade. Grunden havde tidligere tilhørt Jacob Holm, der ejede en reberbane ved Reberbanegade. Omkring 1900 blev papfabrikken overtaget af Scheels svigersøn Carl Reiermann, der flyttede den til den anden side af Amagerbrogade.
Gruberts Metalvarefabrik, der blandt andet fremstillede lamper og lysekroner, lå på hjørnet af Frankrigsgade og Wittenberggade indtil omkring 1940. Fabrikken var blevet grundlagt af Heinerich August Grubert i Tyrolsgade i 1863 men blev flyttet til Frankrigsgade af hans sønner omkring 1915. Det var en af de største fabrikker i området med omkring 250 ansatte på et tidspunkt.

## Bygninger og beboere
Sundby Kirke ligger på det nordlige hjørne af Amagerbrogade. Kirken stod færdig i 1870 og er opført i historicistisk stil efter tegninger af Hans Jørgen Holm. Det tidligere Sundby Asyl i nr. 3 blev skænket af Jacob Holm.
Den tidligere Frankrigsgades Skole i nr. 4 blev opført som sogneskole for elever fra både Sundbyøster og Sundbyvester i 1878. Sundbyerne var dengang en del af Tårnby Sognekommune og de havde to værelser og sognearkiv i stueetagen. I 1900 blev der opført endnu en bygning bag den gamle efter tegninger af Holger Klaumann Krøyer. Skolen blev overtaget af Københavns Kommune og omdøbt til Frankrigsgades Skole, da Sundbyerne blev indlemmet i Københavns Kommune i 1902.
I nr. 10 lå realskolen Knud Klaumanns Skole. Bygningen er fra 1868 og hedder Elises Haab. Frankrigsgade Badeanstalt og Svømmehal i nr. 35 åbnede i 1944. Bygningerne blev opført efter tegninger af stadsarkitekt Poul Holsøe i samarbejde med Curt Bie. Frankrigsgade Kollegiet i nr. 50 blev indviet i 1972 og har plads til 126 studerende.